# Орест (имя)
Орест (др.-греч. Ὀρέστης) — «горец; тот, кто стоит на горе»; — мужское имя греческого происхождения.
Варианты: Arestis (совр. греч.), Aresti (исп., итал.), Orestis (США), Oryst (украинские эмигранты в США), Orestino (итал.), жен. форма Oresta, Orestina, Orestilla (итал.).
Краткие и уменшительно-ласкательные формы имени: Орестик, Ростя, Рестик, Рэсто, Орлик

## Мифология
- Орест — персонаж древнегреческой мифологии, матереубийца, самый известный обладатель этого имени.
- Орест — сын Ахелоя и Перимеды (дочери Эола Фессалийского)
- Орест — эпизодический персонаж Илиады, ахейский солдат, убитый Гектором (Аресом)
- Орест — ещё один персонаж Илиады, троянец, атаковавший ахейский вал и убитый лапифом Леонтесом (Leonteus).
- Орест — один из сатиров из армии, с которой Дионис отправился в Индию.

## Исторические лица
- Орест Македонский — царь;
- Орест — сын фессалийского царя Эхекратида II (V век до н. э.);
- Луций Аврелий Орест — др.-римский консул 157 года до н. э[1].;
- Гай Аврелий Орест — сын предыдущего;
- Луций Аврелий Орест (сын) — старший сын консула 157 года до н. э. и брат предыдущего, тоже консул (126 до н. э.);
- Луций Аврелий Орест (внук) — сын предыдущего, также консул (в 103 году до н. э.);
- Гней Ауфидий Орест — сын предыдущего по крови, римский консул в 71 до н. э.;
- Флавий Орест — римский военачальник, отец императора Ромула Августа, первоначально паннонец, секретарь короля гуннов Аттилы;
- Орест (V в.) — префект Александрии;
- Флавий Руфий Геннадий Проб Орест — римский консул 530 года.

## Святые
- Орест Тианский[англ.] (Каппадокийский) — святой мученик, был врачом в Тиане; за исповедание Христа пострадал при Диоклетиане около 304 года; память 10 ноября
- Орест — мученик, воин, пострадал при Диоклетиане, был замучен на раскалённом одре в Севастии Армянской; память 13 декабря

## Церковные деятели
- Орест Иерусалимский — патриарх Иерусалимский (984—1005)
- Орест (Чорнок) (1883—1977) — епископ Константинопольской православной церкви, митрополит Агафоникейский